# Казимир Древновський
Казимир Древновський (4 березня 1881, Станиславів, Королівство Галичини і Володимирії, Австро - Угорщина - 22 серпня 1952,Законане, Польська Народна Республіка) - польський інженер, військовий

## Біографія
Народився у Станиславові 4 березня 1881 року в родині інженера залізниці. Вчився у школах Нового Сонча, Кракова та Львова. У 1903 році закінчив Львівську політехніку, технологічний університет у Цюріху (1905) й технічний університет у Дармштадті (1914). Спеціалізувався в галузі технологій високих напруг. Практику проходив на заводах та електростанціях у місті Фрібур (Швейцарія), а також у львівській та віденській філіях фірми «Сіменс-Шуккерт». Брав участь у міжнародних електротехнічних конгресах у 1908 році у Марселі та у 1911 році в Турині.
У 1908 році був одним із творців електротехнічного словника, який вийшов у Львові. 
У 1914-1917 роках служив у польському війську. Керував службою зв’язку і був командиром Головного артилерійського училища у Варшаві. 15 листопада 1918 року його призначили начальником управління зв’язку Генштабу польської армії, а з 10 грудня – завідувачем відділу електричних технологій Міністерства військових справ. У 1920 році він – начальник Департаменту інженерних комунікацій польської армії. З 1 вересня 1939 – ректор Варшавського технологічного університету.
У Другу світову війну співпрацював з підпіллям. 10 листопада 1942 року його заарештували. Спершу був у варшавській в’язниці Павяк, а потім до кінця війни – у концтаборах Майданек і Дахау. Там організував групу в’язнів, яка за допомогою самотужки зробленого радіопередавача кликала на допомогу американську армію, адже німці планували підірвати табір. Цим вони врятували багато життів.
Після війни  перебував у Бельгії, де у 1945 році заснував центр досліджень Польщі у Брюсселі. У 1947 повернувся до Польщі, працював у Варшавській політехніці.
22 серпня 1952 року раптово помер у Татрах. Похований на старому цвинтарі в Закопане.

## Цікаві факти
- захоплювався альпінізмом.
- член Клубу високих гір і Татранського товариства.

## Вшанування пам'яті
- 1999р. його ім’я отримав Центральний вузол зв’язку Міністерства національної оборони Польщі.
- на його честь назвали вулиці  у Варшаві та Познані.
- існує комплекс енергетичних шкіл у Любліні ( з 1914р)[2]

## Галерея

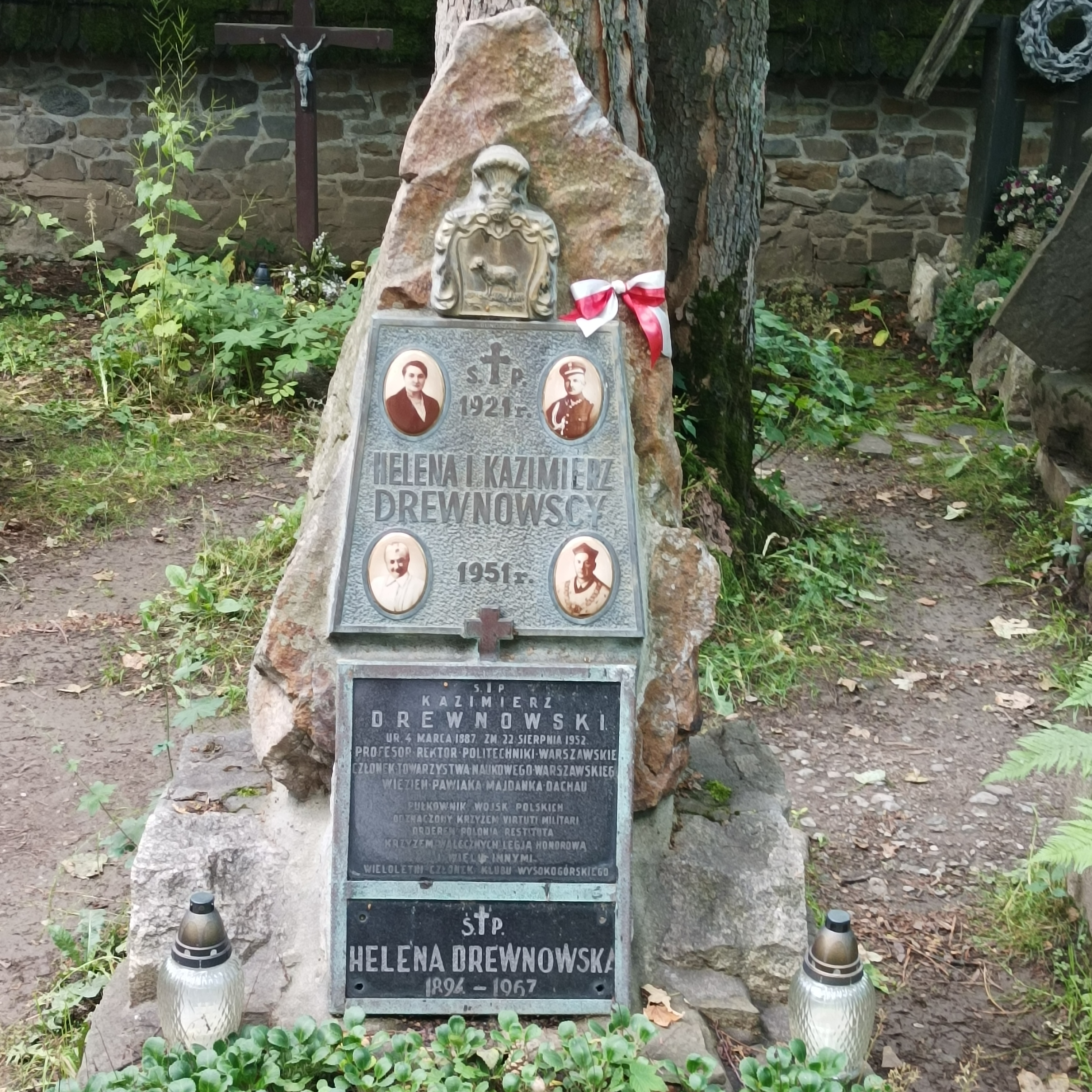
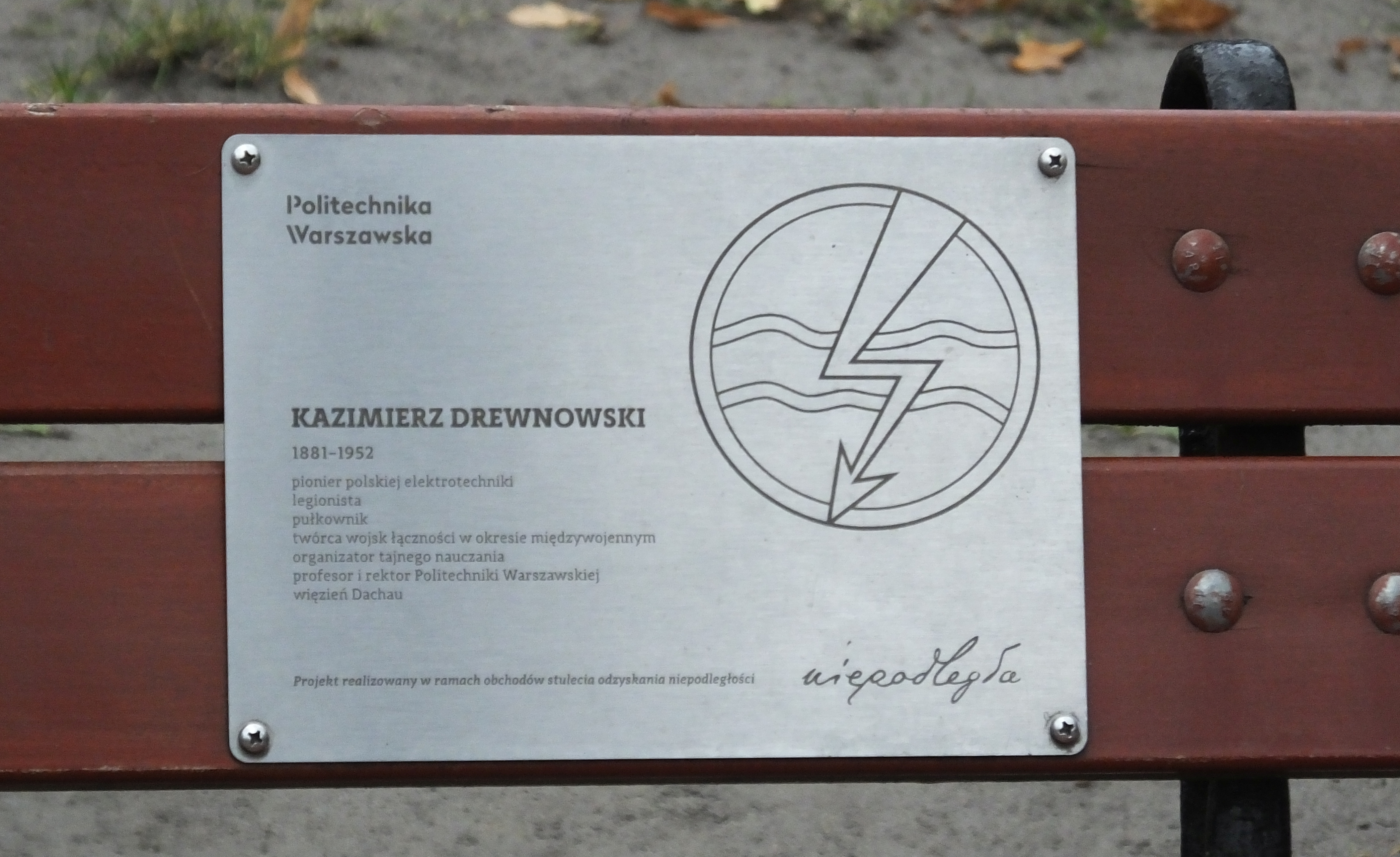
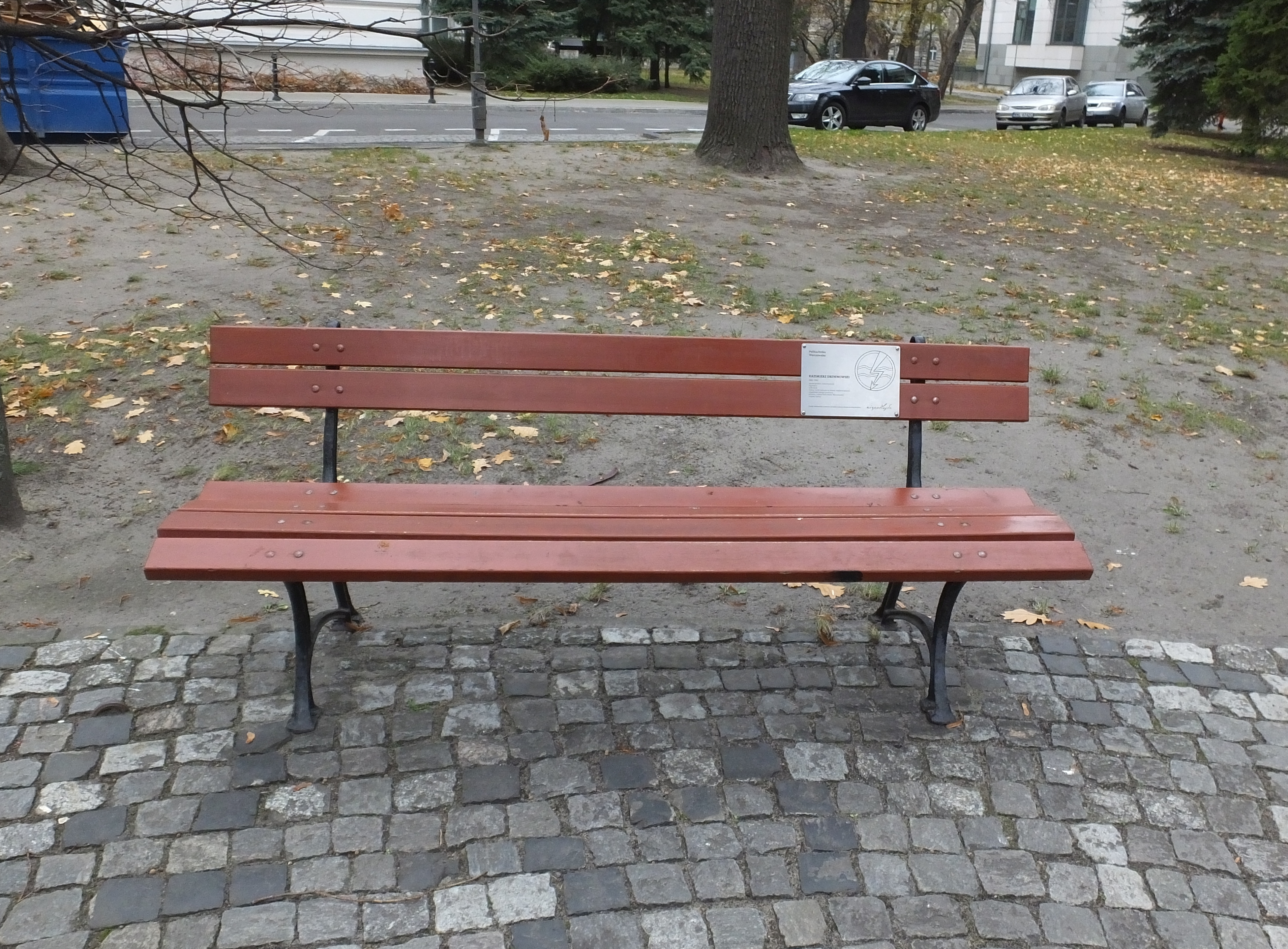